# إيفرت غونارسون
إيفرت غونارسون (بالسويدية: Evert Gunnarsson)‏ هو مجدف سويدي، ولد في 28 ديسمبر 1929 في Ljungskile ‏ في السويد.

## وصلات خارجية
- إيفرت غونارسون على موقع الاتحاد الدولي للتجديف (الإنجليزية)
- إيفرت غونارسون على موقع أوليمبيديا (الإنجليزية)
- إيفرت غونارسون على موقع اللجنة الأولمبية السويدية (السويدية)